# In sa notte profundha
In sa notte profundha (in italiano Nella notte profonda) è una delle canzoni natalizie in lingua sarda (e con il ritornello in lingua latina), tratto dalle Cantones de Nadale (Canzoni di Natale), che il poeta Pietro Casu aveva composto, nel dicembre del 1927, in occasione della novena di Natale, che furono presentate per la prima volta a Berchidda da una piccola orchestra e da un coro. Le cantones furono musicate dal sacerdote ozierese Agostino Sanna (1902-1982) che era stato organista e direttore della «Schola cantorum» nella Facoltà di teologia di Sassari.

## Storia
Benché fino al Concilio Vaticano II fosse prevista la celebrazione della novena di in latino, il parroco di Berchidda aveva scritto i testi in logudorese, già nel 1927 quando, con la collaborazione del musicista Agostino Sanna, compose nove canti specifici per la preparazione al Natale, uno per ciascun giorno della novena. I canti sono ormai noti e fanno arte della tradizione natalizia in tutta la Sardegna, questi sono: Acculzu a Betlemme, Andhemus a sa grutta, A sos primos rigores, Candh’ est nadu Gesus, Duos isposos a s’iscurigada, Glòria: it’est custa armonia?, In sa notte profundha, Naschid’est in sa cabanna e Notte de chelu.

## Interpreti
- Maria Teresa Cau
- Paolo Fresu nell’album Jazzy Christmas, 2014
- Marta Loddo
- Giuliano Marongiu & Massimo Pitzalis nella raccolta Incantos tre disizos, 6 lug 2010 on Apple Music.